# Aeroporto Internazionale Moi
L'Aeroporto Internazionale Moi (IATA: MBA, ICAO: HKMO) anche Aeroporto Internazionale di Mombasa o Aeroporto di Mombasa, è un aeroporto civile che serve Mombasa, in Kenya.

## Storia
L'aeroporto è stato costruito durante Seconda guerra mondiale dal South African Army, l'esercito del Sudafrica. Durante la guerra fu però utilizzato dalla Fleet Air Arm come base di terra della Eastern Fleet che dal 1942 era basata nella vicina Kilindini Harbour. Fu poi utilizzato dalla Royal Air Force, per effettuare le operazioni anti-sommergibile con gli idrovolanti Consolidated PBY Catalina al di fuori della costa, e dalla Suid-Afrikaanse Lugmag che era impegnata nella guerra contro l'Italia per l'Impero d'Etiopia. Inizialmente lo scalo era chiamato Aeroporto di Port Reitz.
L'Aeroporto di Mombasa venne espanso e trasformato in aeroporto internazionale nel 1979. Nacquero nell'aeroporto i primi hangar di manutenzione per aerei privati e di linea di piccole o medie dimensioni.

## Posizione
L'Aeroporto di Mombasa è situato nella località di Port Reitz, lungo le coste dell'Oceano Indiano.
In linea d'aria dista 425 km dall'Aeroporto Internazionale Jomo Kenyatta, il più grande aeroporto del Kenya, che serve Nairobi.

## Statistiche
Questo grafico non è disponibile a causa di un problema tecnico.
Si prega di non rimuoverlo.
Vedi la query Wikidata di origine.